# عبداللطیف پوپل
جنرال عبداللطیف پوپل مشهور به عبداللطیف کمیدان فرزند بزرگ برگیت عبدالغیاث مهندس دربار امیر حبیب‌الله خان در سال ۱۲۷۰ خورشیدی در شهر کابل متولد گردید. او از طفولیت شوق و علاقهٔ شدید غرض اجرای خدمت در ارتش افغانستان داشت. او در سال ۱۲۹۱ تحصیلات خود را در هندوستان به رشتهٔ توپ به پایان رسانیده، در اردوی وطن اشغال وظیفه نمود.
او به اساس دلیری و شهامت که از خود نشان داد قومندان قوای توپچی افغانستان مقرر گردید. وی در جبههٔ تل چندین بار بر انگلیسی‌ها حملات نموده، لقب غازی را حاصل نمود.
در سال‌های ۱۲۹۰ تا ۱۳۲۰ افغانستان هواپیما و مدافع هواپیما نداشت که باعث تلفات سنگین سربازان افغانی می‌گردید. وی پس از تجارب زیاد حملات شبانه را در کشور علیه انگلیسی‌ها وقت سازمان داد. او در جنگ تل یا جنگ آزادی وطن وظیفهٔ قومندان توپچی را به عهده داشت.
پس از آزادی وطن او به صفت ستاد کل افغانستان، و قومندان مدرسهٔ حربی «حربی شونزی» ایفای وظیفه نمود. سرانجام در ثور ۱۳۵۴ به عمر ۸۰ سالگی فوت نمود.